# Nathalie Stutsmann
Nathalie Stutzmann (Suresnes, França 6 de maio de 1965 — ) é uma maestrina e cantora, (contralto), francesa especialmente destacada no âmbito da Música de câmara e Música Barroca é particularmente apreciada pela sua voz cavernosa e potente.
Stutzmann teve as primeiras lições de sua mãe, a soprano Christiane Stutzmann.
Mais tarde estudou no Conservatório de Nancy e na  École Nationale em Paris com Michel Senechal, Hans Hotter e Lou Bruder, debutando em 1985 com o Magnificat de Bach.
Em 1987, venceu a primeira edição do Concurso Internacional de Canto Novas Vozes da Fundação Bertelsmann .
Em concerto, tocou com a Orquestra Real do Concertgebouw , a London Symphony Orchestra , a Orquestra de Paris , a Boston Symphony Orchestra a Orquestra de Cleveland , a Staatskapelle Dresden e a Orquestra Sinfónica da Rádio da Baviera.
A sua discografia inclui mais de 60 títulos, incluindo obras de Bach e Handel, Mozart, Schubert, Schumann, Brahms, Shostakovich , Prokofiev e Honegger.
Em 2009, Stutzmann criou a sua própria Orquestra Orfeo 55,.
Com este grupo actuou em abril de 2011 na Semana de Música Religiosa de Cuenca.

Recebeu a Legião de Honra do governo francês.

## Discografia
- Handel: Opera Arias / Stutzmann, Goodman, Hanover Band
- Mahler: Symphony No 3 / Litton, Stutzmannn, Dallas Symphony
- Ravel, Debussy: Mélodies / Nathalie Stutzmann
- Schubert: Schwanengesang D 957, Etc / Stutzmann, Södergren
- Schubert: Winterreise / Stutzmann, Södergren
- Schumann: Lieder Vol 1 - Dichterliebe, Etc / Stutzmann
- Schumann Lieder Vol 5 / Nathalie Stutzmann, Inger Södergren
- Schumann: Myrthen Op. 25 / Nathalie Stutzmann, Michel Dalberto